# Liopilio
Genre
Liopilio est un genre d'opilions eupnois de la famille des Phalangiidae.

## Distribution
Les espèces de genre se rencontrent dans le Nord-Ouest de l'Amérique du Nord.

## Liste des espèces
Selon World Catalogue of Opiliones (02/05/2021) :
- Liopilio glaber Schenkel, 1951
- Liopilio yukon Cokendolpher, 1981

## Publication originale
- Schenkel, 1951 : « Spinnentiere aus dem westlichen Nordamerika, gesammelt von Dr. Hans Schenkel-Rudin. Zweiter Teil. » Verhandlungen der Naturforschenden Gesellschaft in Basel, vol. 62, p. 24–62.